# Valença, Bồ Đào Nha
Valença là một huyện thuộc tỉnh Viana do Castelo, Bồ Đào Nha. Huyện này có diện tích 117 km², dân số thời điểm năm 2001 là 14187 người.